# Gregg Daniel
Gregg Daniel (Brooklyn, ...) è un attore e regista teatrale statunitense noto per i suoi ruoli nelle serie televisive True Blood e Insecure della HBO.

## Carriera
Nel corso della sua carriera, Daniels ha recitato in molti film e serie televisive, come Obbligo o verità nel 2018, True Blood nel ruolo del reverendo Daniels e For Life nel ruolo di Easley Barton.
Ha recitato e diretto in varie opere. Essendo un professore di arti drammatiche alla USC, ha diretto opere teatrali come Gem of the Ocean, A Raisin In The Sun, Les Blancs e Wedding Band. È apparso anche in opere teatrali come A Christmas Carol, All the Way e Morte di un commesso viaggiatore come attore teatrale. Una delle sue opere dirette, Elmina's Kitchen, ha vinto il NAACP come "Miglior cast" nel 2013.

## Filmografia parziale

### Cinema
- Chi non salta bianco è (White Men Can't Jump), regia di Ron Shelton (1992)
- Il tagliaerbe 2 - The Cyberspace (Lawnmower Man 2: Beyond Cyberspace), regia di Farhad Mann (1996)
- Mars Attacks!, regia di Tim Burton (1996)
- Gun Shy - Un revolver in analisi (Gun Shy), regia di Eric Blakeney (2000)
- Maial College (Van Wilder), regia di Walt Becker (2002)
- Hollywood Homicide, regia di Ron Shelton (2003)
- Spider-Man 3, regia di Sam Raimi (2007)
- Un'impresa da Dio (Evan Almighty), regia di Tom Shadyac (2007)
- Hancock, regia di Peter Berg (2008)
- The Coverup, regia di Brian Jun (2008)
- A Marine Story, regia di Ned Farr (2010)
- Obbligo o verità (Truth or Dare), regia di Jeff Wadlow (2018)

### Televisione
- Mancuso, F.B.I. – serie TV, 2 episodi (1990)
- Matlock – serie TV, un episodio (1990)
- Blossom - Le avventure di una teenager (Blossom) – serie TV, 2 episodi (1992)
- Il cane di papà (Empty Nest) – serie TV, un episodio (1992)
- Una famiglia come le altre (Life Goes On) – serie TV, un episodio (1992)
- California (Knots Landing) – serie TV, 4 episodi (1992-1993)
- Space Rangers – serie TV, un episodio (1993)
- Quell'uragano di papà (Home Improvement) – serie TV, un episodio (1993)
- Lois & Clark - Le nuove avventure di Superman (Lois & Clark: The New Adventures of Superman) – serie TV, un episodio (1993)
- Codice violato (Breach of Conduct), regia di Tim Matheson – film TV (1994)
- Models Inc. – serie TV, un episodio (1994)
- Thunder Alley – serie TV, un episodio (1994)
- Innamorati pazzi (Mad About You) – serie TV, un episodio (1995)
- Too Something – serie TV, un episodio (1995)
- Chicago Hope – serie TV, un episodio (1995)
- Wings – serie TV, un episodio (1996)
- Caroline in the City – serie TV, un episodio (1996)
- La famiglia Brock (Picket Fences) – serie TV, un episodio (1996)
- Beverly Hills 90210 – serie TV, 5 episodi (1994-1996)
- Port Charles – serie TV, un episodio (1997)
- Il tocco di un angelo (Touched by an Angel) – serie TV, un episodio (1998)
- Cinque in famiglia (Party of Five) – serie TV, un episodio (1998)
- Felicity – serie TV, un episodio (1999)
- E.R. - Medici in prima linea (ER) – serie TV, un episodio (1999)
- Settimo cielo (7th Eaven) – serie TV, un episodio (1999)
- Star Trek: Voyager – serie TV, un episodio (2000)
- West Wing - Tutti gli uomini del Presidente (The West Wing) – serie TV, un episodio (2000)
- Curb Your Enthusiasm – serie TV, un episodio (2000)
- Ally McBeal – serie TV, un episodio (2001)
- Amanda Show – serie TV, un episodio (2001)
- Da un giorno all'altro (Any Day Now) – serie TV, 2 episodi (2001)
- NYPD - New York Police Department (NYPD Blue) – serie TV, 2 episodi (2001-2004)
- Boston Public – serie TV, un episodio (2002)
- The Bernie Mac Show – serie TV, un episodio (2002)
- Crossing Jordan – serie TV, un episodio (2002)
- The Division – serie TV, un episodio (2003)
- Codice Matrix (Threat Matrix) – serie TV, un episodio (2003)
- Nip/Tuck – serie TV, un episodio (2004)
- Desperate Housewives – serie TV, un episodio (2004)
- General Hospital – serie TV, 10 episodi (2004-2005)
- Detective Monk (Monk) – serie TV, un episodio (2006)
- Ghost Whisperer - Presenze (Ghost Whisperer) – serie TV, un episodio (2006)
- Boston Legal – serie TV, un episodio (2007)
- Avvocati a New York (Raising the Bar) – serie TV, un episodio (2009)
- Saving Grace – serie TV, un episodio (2010)
- Past Life – serie TV, un episodio (2010)
- Weeds – serie TV, un episodio (2010)
- True Blood – serie TV, 15 episodi (2010-2014)
- Buona fortuna Charlie (Good Luck Charlie) – serie TV, un episodio (2010)
- Parenthood – serie TV, un episodio (2011)
- Traffic Light – serie TV, un episodio (2011)
- NCIS - Unità anticrimine (NCIS) – serie TV, un episodio (2011)
- Castle – serie TV, episodio 3x20 (2011)
- Kickin' It - A colpi di karate (Kickin' it) – serie TV, un episodio (2012)
- Austin & Ally – serie TV, un episodio (2013)
- True Detective – serie TV, un episodio (2015)
- The Grinder – serie TV, un episodio (2015)
- Grey's Anatomy – serie TV, un episodio (2015)
- Insecure – serie TV, 7 episodi (2017-2021)
- Alexa & Katie – serie TV, 2 episodi (2018)
- I Am Not Okay with This – serie TV, 2 episodi (2020)
- For Life – serie TV, 3 episodi (2020)
- Lay Lay - Un'amica magica (That Girl Lay Lay) – serie TV, un episodio (2023)

## Doppiatori italiani
Nelle versioni in italiano delle opere in cui ha recitato, Gregg Daniel è stato doppiato da:
- Stefano Mondini in Star Trek: Voyager, True Detective, Alexa & Katie
- Roberto Draghetti in NCIS - Unità anticrimine, I Am Not Okay with This
- Giorgio Favretto in E.R. - Medici in prima linea
- Sandro Iovino in Gun Shy - Un revolver in analisi
- Gianni Quillico in Ally McBeal
- Sergio Di Giulio in Desperate Housewives
- Riccardo Lombardo in Nip/Tuck
- Pieraldo Ferrante in Detective Monk
- Claudio Fattoretto in Spider-Man 3
- Gianluca Machelli in True Blood
- Pietro Biondi in Parenthood
- Diego Reggente in Castle
- Dimitri Riccio in Kickin' It - A colpi di karate
- Achille D'Aniello in Austin & Ally
- Gianluca Tusco in Grey's Anatomy
- Massimo Lopez in Obbligo o verità
- Pino Ammendola in 9-1-1